# Hesydrus canar
Espèce
Hesydrus canar est une espèce d'araignées aranéomorphes de la famille des Trechaleidae.

## Distribution
Cette espèce se rencontre en Équateur, en Colombie et au Pérou.

## Description
La carapace du mâle holotype mesure 5,7 mm de long sur 5,4 mm de large et celle de la femelle paratype mesure 5,4 mm de long sur 5,4 mm de large.

## Étymologie
Son nom d'espèce lui a été donné en référence au lieu de sa découverte, la province de Cañar.

## Publication originale
- Carico, 2005 : Revision of the spider genus Hesydrus (Araneae, Lycosoidea, Trechaleidae). Journal of Arachnology, vol. 33, p. 785-796 (texte intégral).